# Tangra Yumco
Tangra Yumco (kinesiska: Dangre Yongcuo, 当惹雍错) är en sjö i Kina. Den ligger i den autonoma regionen Tibet, i den sydvästra delen av landet, omkring 460 kilometer väster om regionhuvudstaden Lhasa. Arean är 1,3 kvadratkilometer. Trakten runt Tangra Yumco består i huvudsak av gräsmarker.
Genomsnittlig årsnederbörd är 617 millimeter. Den regnigaste månaden är juli, med i genomsnitt 139 mm nederbörd, och den torraste är december, med 18 mm nederbörd.